# Arroyo Napostá Grande
El arroyo Napostá Grande es un curso de agua ubicado en el sur de la provincia de Buenos Aires, Argentina. Nace en las sierras de la Ventana y tras un recorrido de 130 km que atraviesa al partido y a la ciudad de Bahía Blanca, desemboca en la costa norte del estuario de la bahía Blanca en el mar Argentino.

## Toponimia
El arroyo lleva ese nombre por el cerro del cual nace, aunque hay discrepancias sobre el origen de la palabra que le dio nombre a dicho cerro. 
La teoría más aceptada es que provenga del caguane het (lengua querandí, pueblo originario de la zona) y su significado sería "Refugio/Cueva (Napos) Elevado/a (Ta)". 
También está la versión mapudungún que cuya traducción al español sería "Posta Militar"; y la versión aonikenk que significaría "Lugar de los Nabos".
El adjetivo "Grande" es utilizado para diferenciarlo del arroyo Napostá Chico (también llamado "Bajo Hondo"), aunque en la ciudad de Bahía Blanca es conocido como "Napostá" a secas.

## Nacimiento
El arroyo nace sobre las laderas occidentales del cerro homónimo, el cuarto más alto de la Provincia de Buenos Aires, perteneciente a la Sierra de la Ventana.
Desde el punto de vista hidrológico, el arroyo Napostá Grande es un curso de agua de alimentación pluvial, con un régimen de doble creciente, con caudales máximos promedios en primavera y otoño (hasta 0.8 m3/s) y mínimos (0.1 m3/s) durante el verano.
Muy cerca de su nacimiento se encuentra uno de sus grandes atractivos turísticos, la Cascada de la Guinda, la cual forma una profunda hoya (mal-llamada "Olla del Napostá"), dentro de la estancia Funke.
Luego de atravesar dicha estancia, el arroyo cambia su recorrido hacia el sur y recibe aportes de los arroyos El Zanjón, Del Águila (o De La Tigra) y Los Leones.

## En Bahía Blanca
Atraviesa la ciudad de manera sinuosa en tres tramos diferentes: 
- El primero desde el Parque de Mayo hasta la calle Casanova, con su cauce natural a cielo abierto, bordeado por un área parquizada, como lugar recreativo.
- El segundo tramo, desde Casanova hasta la Terminal de Ómnibus está entubado.
- El tercer tramo, también a cielo abierto, se extiende hasta su desembocadura en el mar, ocupado en parte de sus márgenes por grupos de viviendas precarias.

Además, construido sobre el cauce de un arroyo natural se encuentra el canal Maldonado, que se bifurca del anterior por una compuerta dentro del Parque de Mayo. 

### Inicios
En el momento de la fundación de Bahía Blanca en el año 1828, el arroyo Napostá Grande cumplió un papel fundamental para el aprovechamiento de agua potable y como elemento defensivo contra los aborígenes; más tarde sus aguas sirvieron para regar las quintas de los primeros agricultores.

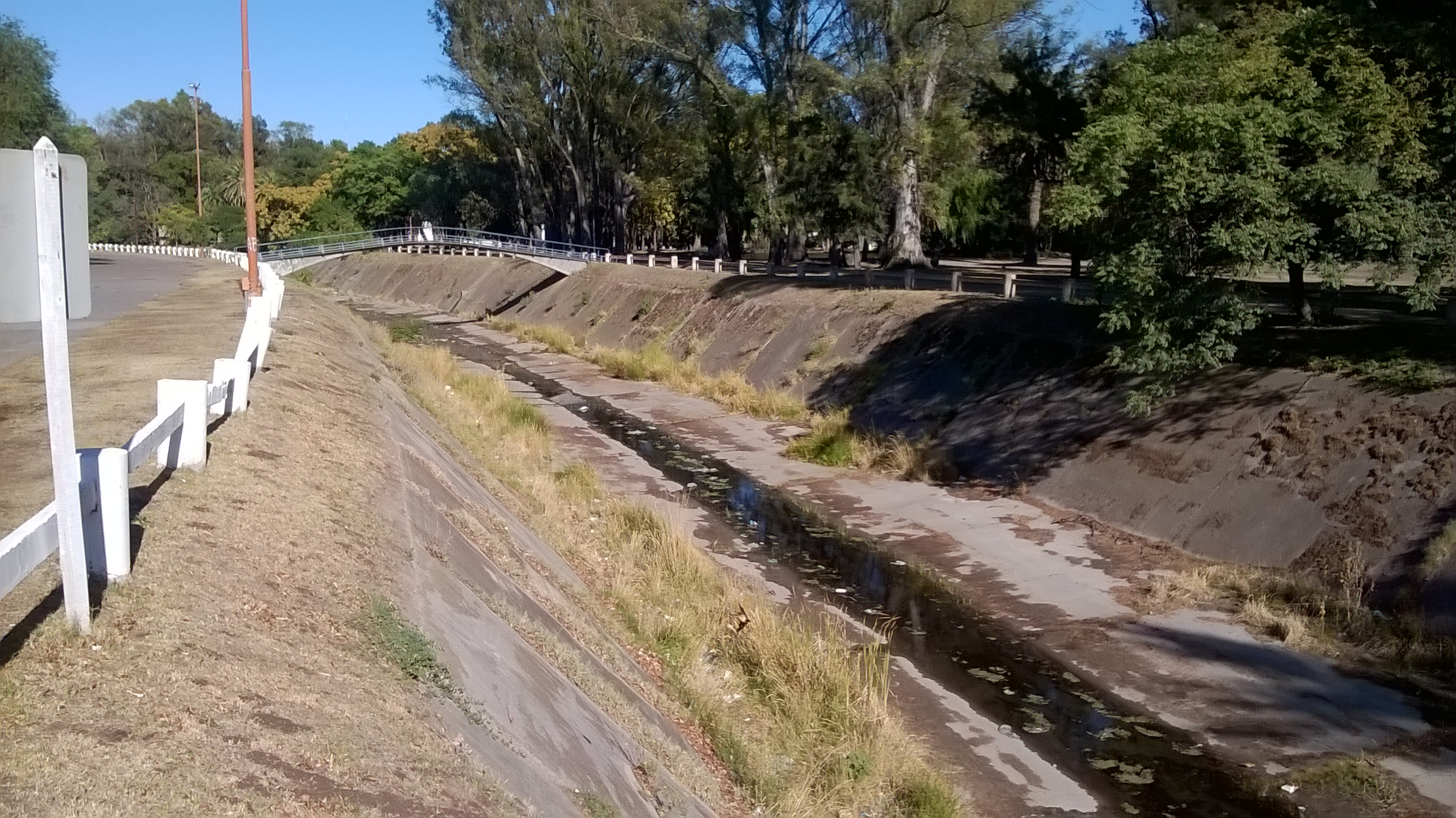
Canal Maldonado en su primer tramo, en el Parque de Mayo

Décadas más tarde, en casi todos los tramos del arroyo comienzan a producirse las primeras crecidas. Este recibe las mayores precipitaciones y por lo tanto los mayores aportes a su caudal; encuentra su nivel de base en el tramo inferior, donde se producen desbordes que en reiteradas oportunidades afectaron varios sectores poblados, hasta que se construyó el canal Maldonado en 1949 como respuesta a estos posibles desbordes durante las crecidas del mismo.

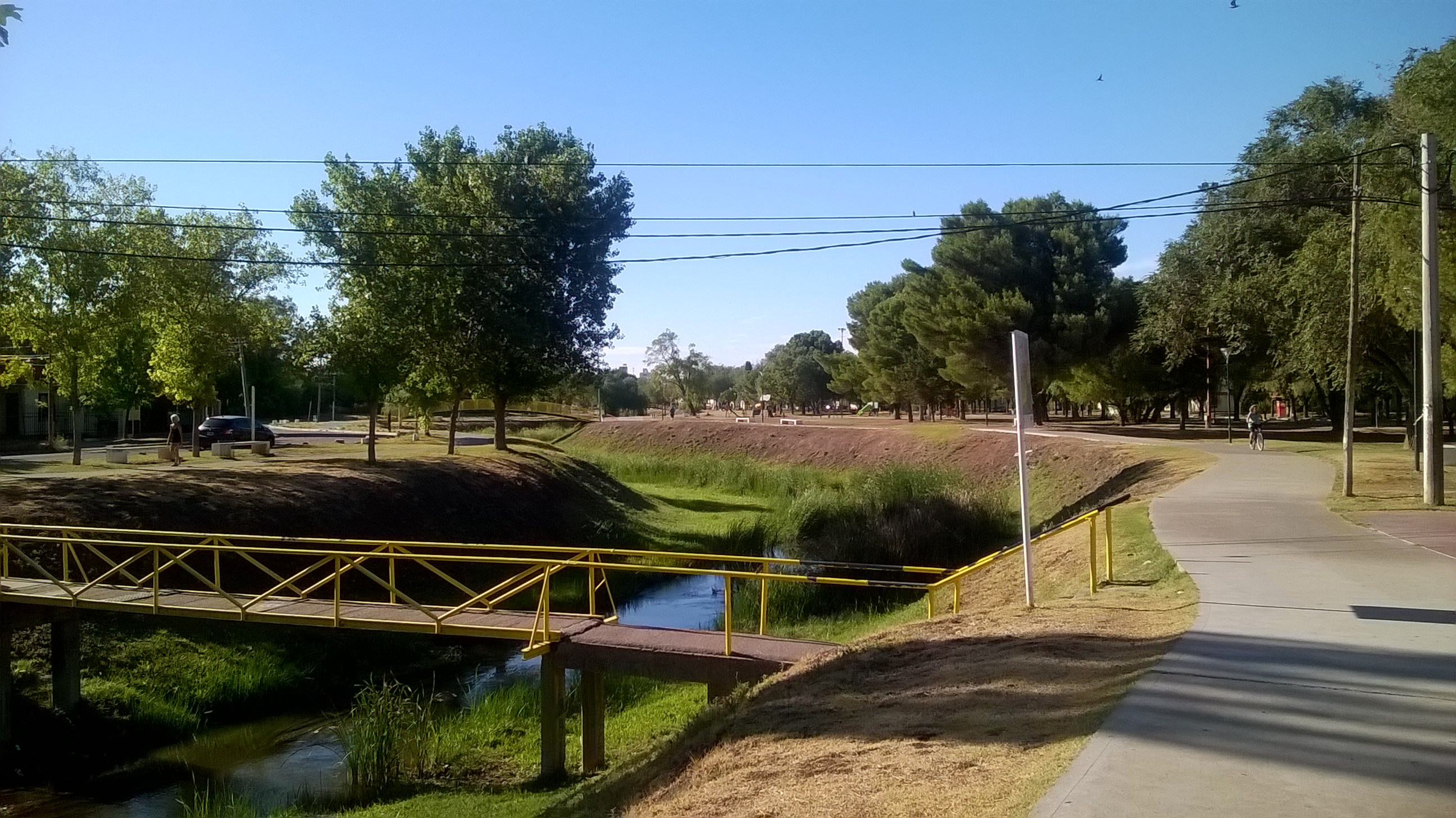
Arroyo Napostá en Bahía Blanca

La construcción de la Universidad Nacional del Sur en 1956 cerca del primer tramo del arroyo, incidió de manera notable en el valor de la tierra y dio inicio a una nueva fase caracterizada por la edificación de viviendas representativas de la clase media o media alta, asociadas a departamentos internos para estudiantes provenientes del área de influencia de la ciudad. Asimismo, la instalación de la Universidad Tecnológica Nacional Regional Bahía Blanca aumentó la demanda de viviendas de bajo costo de funcionamiento.

### Entubado parcial
Cuando la población se extendió más allá de los límites del arroyo éste comenzó a ser visto como un obstáculo, lo cual llevó a que se entubara gran parte de su recorrido, desde la calle Casanova hasta la Terminal de Ómnibus "San Francisco de Asís".

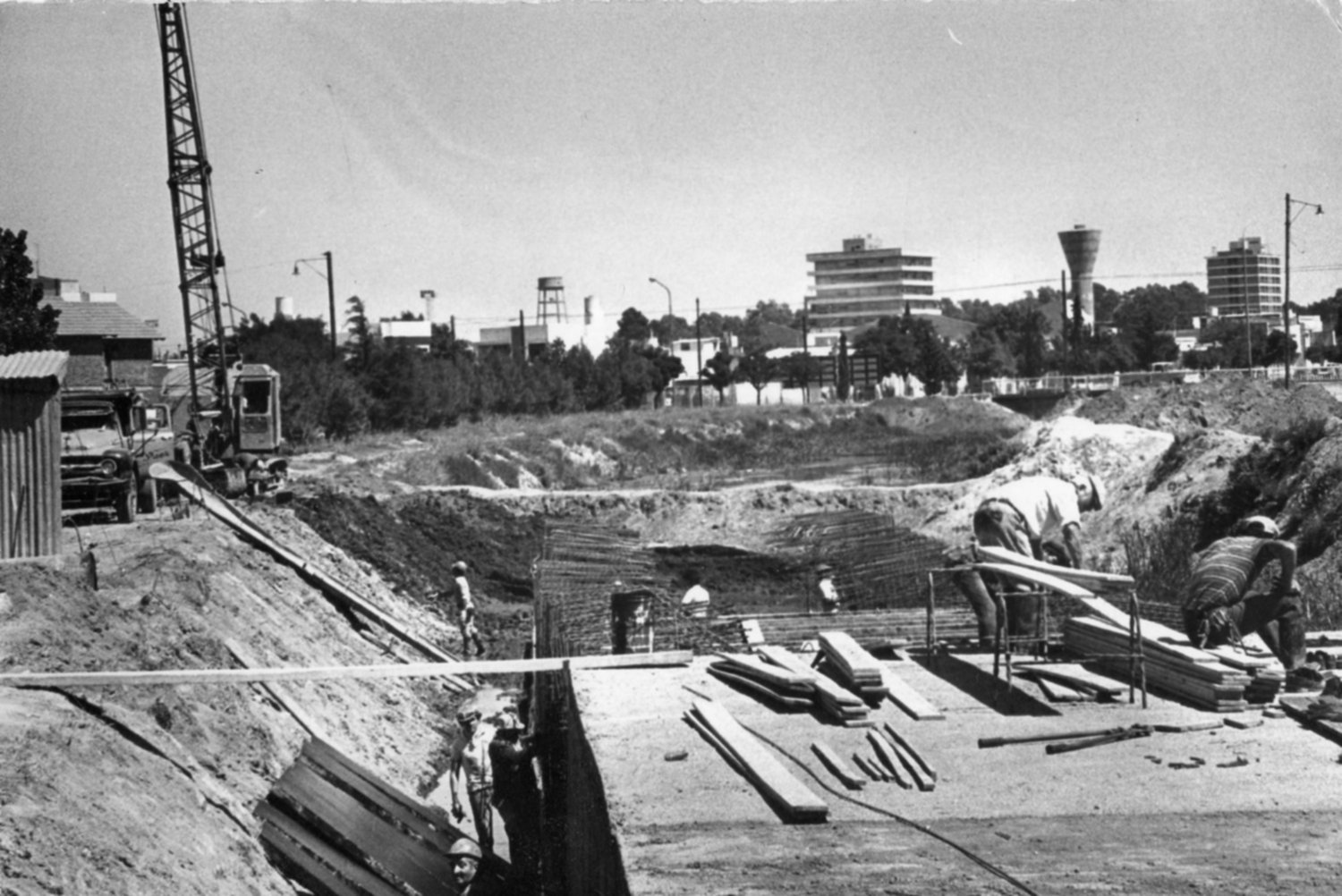
Entubado del arroyo Napostá en la ciudad de Bahía Blanca. c. 1983.

Los orígenes del entubado se remontan a fines de la década del '70, cuando el entonces gobernador bonaerense Saint-Jean, dispusiera la realización de la obra, para solucionar los problemas urbanos que se originaban antiguamente, como depósitos de desechos sólidos, contaminación por efluentes y desconexión entre algunos barrios y la zona céntrica de la ciudad.  La primera etapa del entubado comenzó en abril de 1978, en la esquina de las calles Brown y Estados Unidos, con un recorrido de mil metros hasta calle Liniers. En 1981, a impulso de los vecinos y de la propia empresa constructora, se licitó la segunda etapa, hasta Casanova, que finalizó en 1983.

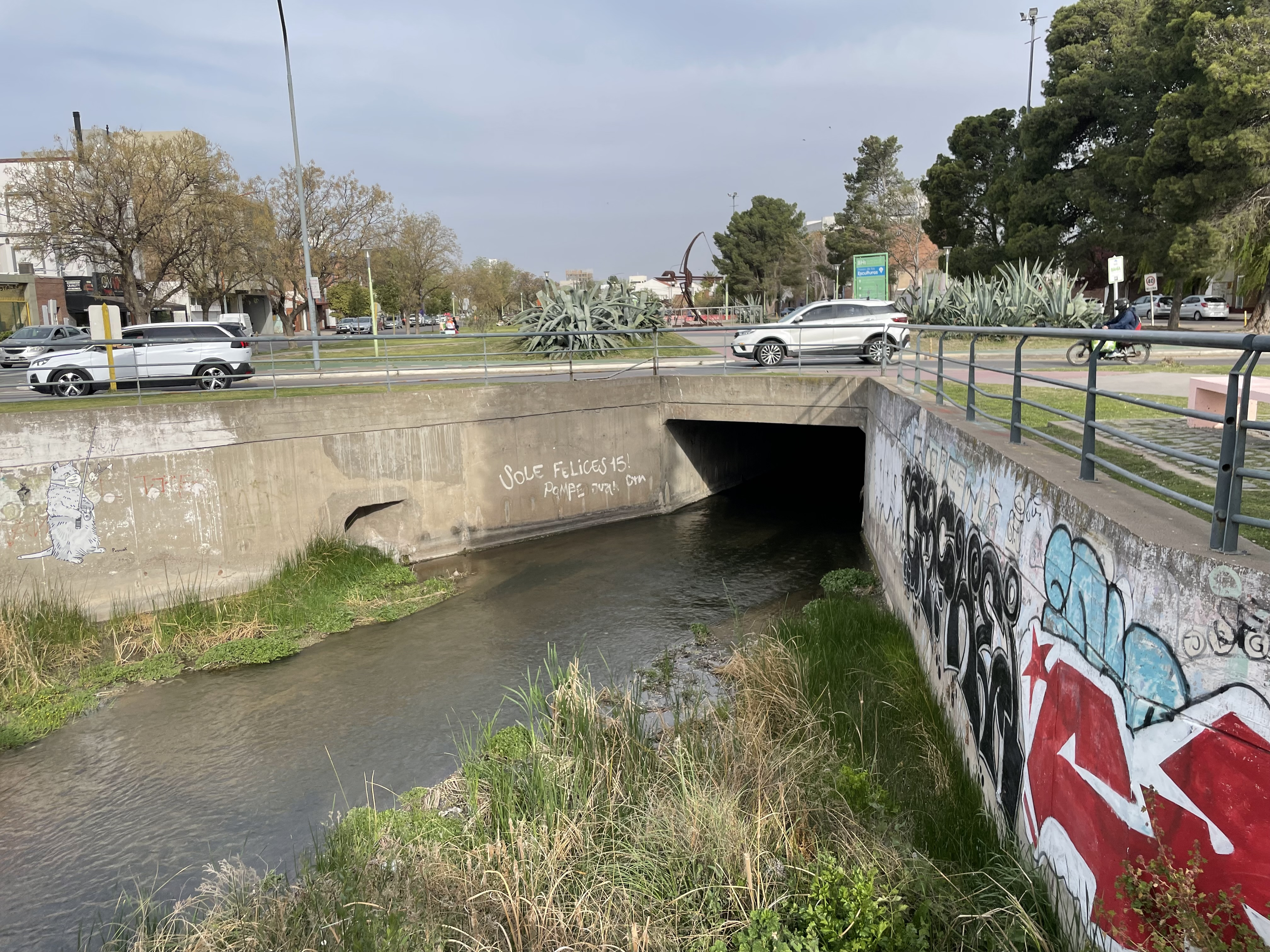
Vista actual del entubado desde calle Casanova hacia el Paseo de las Esculturas - Año 2024

### Actualidad

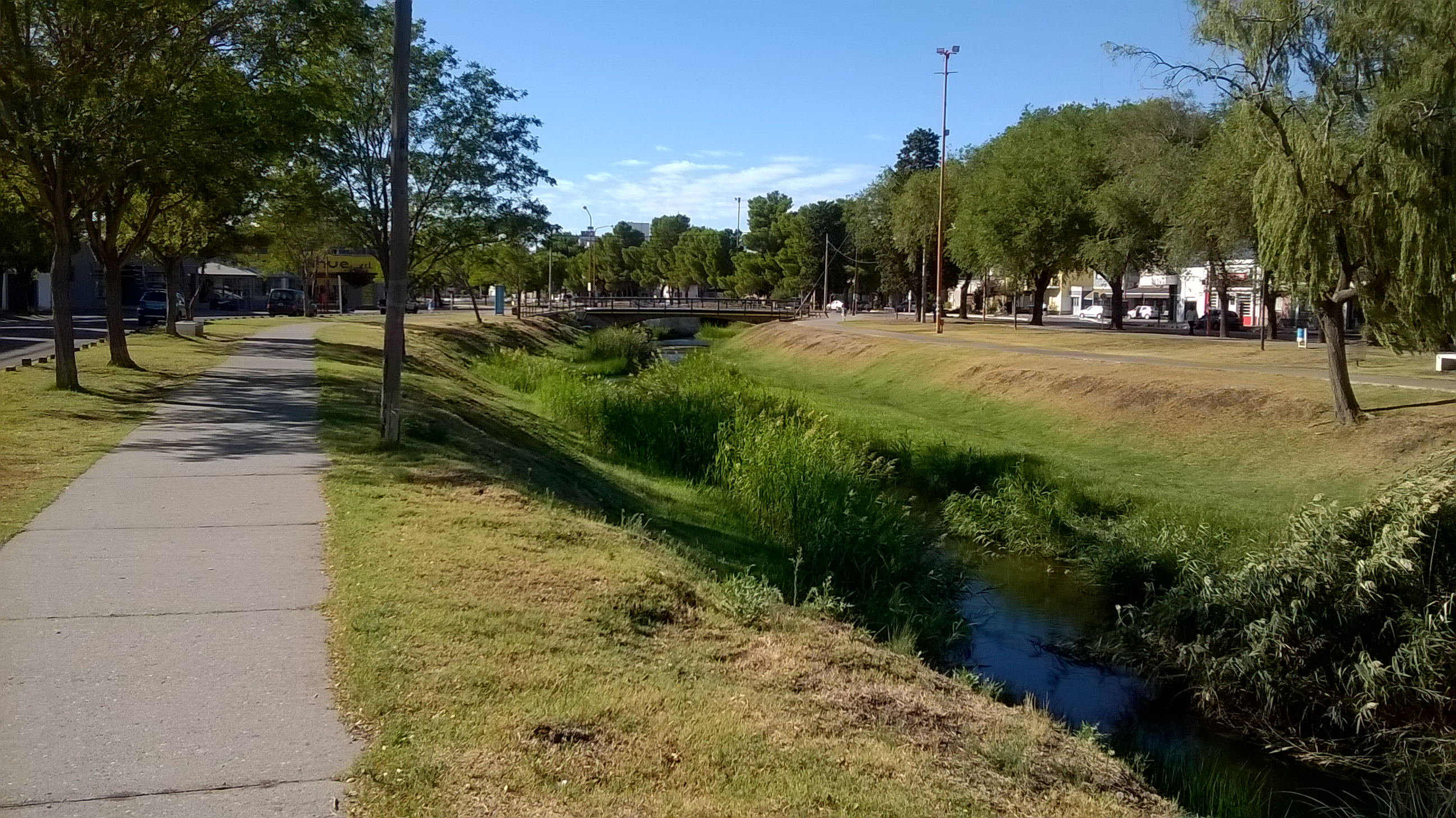
Arroyo Napostá descubierto.

El paisaje del arroyo articula múltiples actividades recreativas, sociales y culturales. En la zona que recorre el Puente Canessa se ha transformado en un punto de encuentro de ciclistas y caminantes bahienses.
En el trayecto que recorre el Parque de Mayo, sus orillas se han parquizado para la recreación de la comunidad y se han construido ciclovías y pasarelas peatonales para organizar la circulación y brindar mayor comodidad e higiene. Además, esta zona de la ciudad presenta gran actividad durante las noches, por la gran cantidad de centros nocturnos que se han instalado allí.

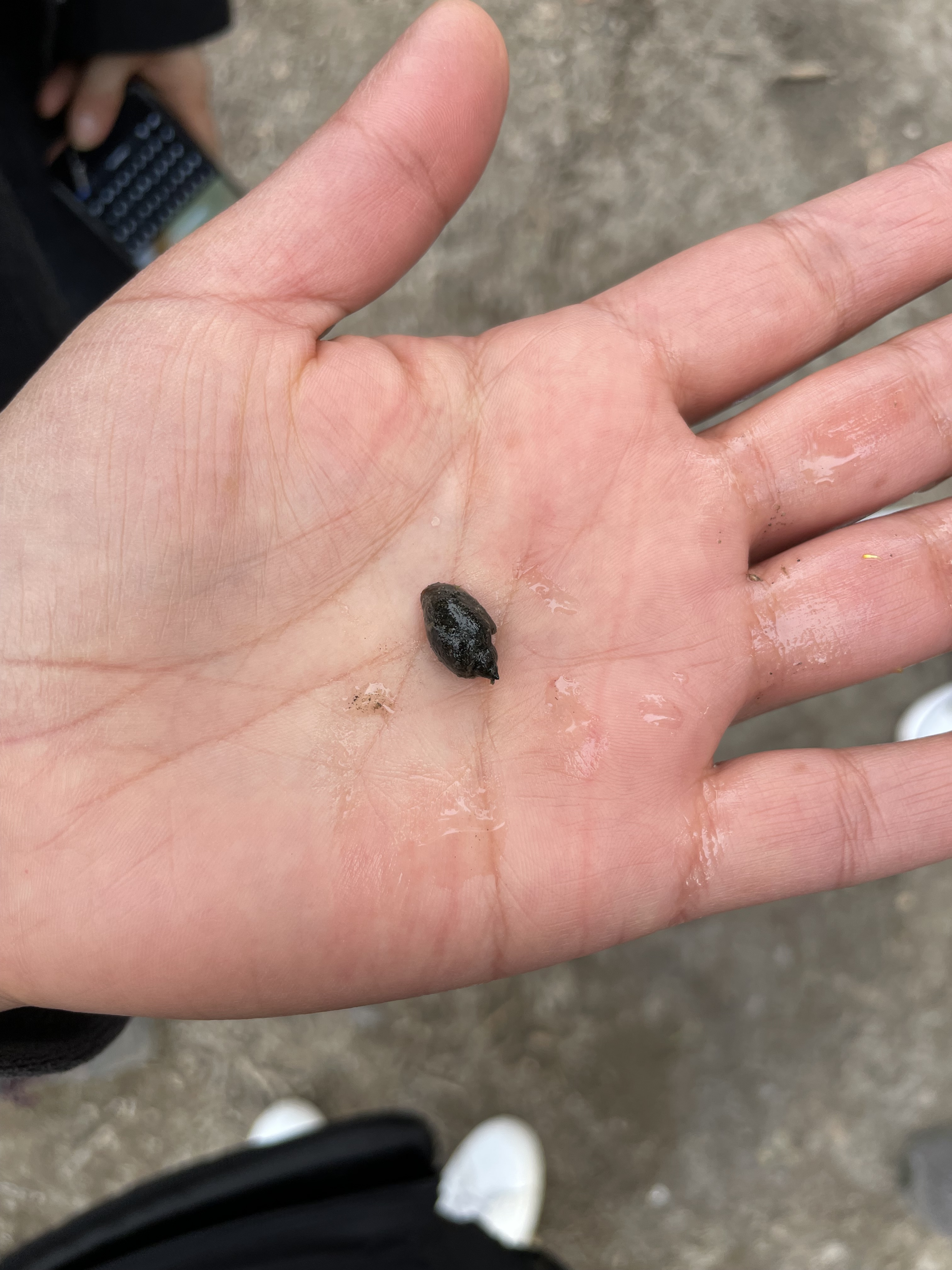
Caracol Chilina parchappii (d'Orbigny, 1835) encontrado vivo en el Arroyo Napostá Grande - año 2024

En la década de 1990 se parquizó también sobre parte del entubado y se emplazó lo que actualmente se conoce como Paseo de las Esculturas, que presenta aproximadamente 300 metros de extensión.
Sin embargo, cabe destacar que a esta altura  de su curso las aguas tienen un grado de contaminación apreciable. Durante el año 2020, investigadores de la Universidad Nacional del Sur fueron convocados a participar de una Comisión Asesora para la creación de un plan de manejo de este  humedal urbano. Las tensiones se desarrollan en torno al dragado del arroyo. En los últimos años, grupos ambientalistas han rechazado estas prácticas que se realizan desde el municipio con retroexcavadoras para que se "autolimpie". En respuesta a ello, un grupo de ambientalistas confrontó la decisión municipal, propuso avanzar con acciones legales y otras prácticas de limpieza no invasivas.
El 7 de marzo del 2025, la ciudad de Bahía Blanca sufrió un fuerte temporal que inundó la ciudad. El arroyo desbordó y se derrumbaron varios puentes.

## Biodiversidad
En el primer tramo del arroyo en la ciudad de Bahía Blanca se pueden encontrar varias especies de peces: bagres sapo (Rhamdia quelen), dientudos (Oligosarcus jenynsii), tachuelas o cascarudos (Corydoras paleatus), madrecitas de agua (Jennynsia multidentada y Cnesterodon decemmaculatus) y mojarras (Cheirodon interruptus), entre otras. Además se pueden ver en ocasiones coipos o falsas nutrias (Myocastor coypus)  y carpinchos (Hydrochoerus hydrochaeris), así como flamencos, garzas, patos, gallaretas y biguás (Phalacrocorax brasilianus) entre otras especies de aves. Entre los anfibios se cuentan los  sapos (Rhinella arenarum) y las ranitas del zarzal (Boana pulchella),  aunque es más frecuente ver sus renacuajos que a los adultos, o escuchar los cantos de los machos.

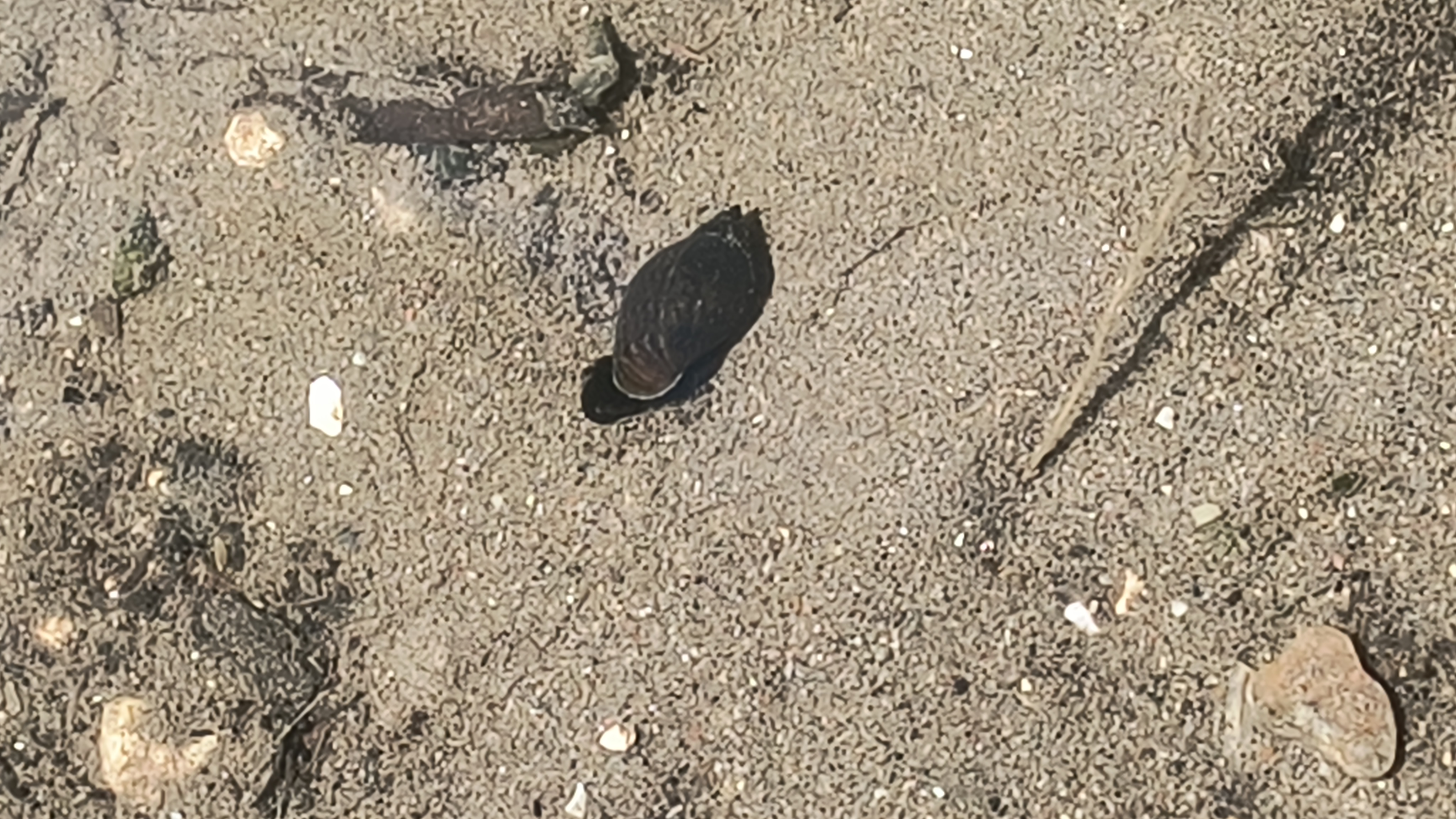
Chilina parchappii reptando por el fondo del arroyo Napostá Grande (Argentina)

Entre los invertebrados de este curso de agua están los caracoles nativos Heleobia parchappii, Biomphalaria peregrina y Chilina parchappii. En la cuenca alta del arroyo, principalmente sobre o bajo cantos rodados, habita la lapa pulmonada Uncancylus bonariensis. Hay también especies exóticas o no nativas de caracoles como Physella acuta  y  Melanoides tuberculata, esta última en canales con agua termal que desembocan en el arroyo. En el sector urbano del arroyo  se encuentra en ocasiones gran cantidad de individuos y valvas vacías de la almeja asiática Corbicula fluminea, un problemático bivalvo invasor. Se encuentran varias especies de sanguijuelas  del género Helobdella, una especie de planaria (Girardia anceps) y una especie de gusano cinta o nemertino (Prostoma graecense). Entre los crustáceos están presentes un camarón fantasma (Palaemonetes argentinus) y un anfípodo (Hyalella curvispina).Al menos dos especies de hidras pueden encontrarse sobre plantas sumergidas o las raíces de plantas flotantes (probablemente Hydra vulgaris e Hydra viridissima, registradas en arroyos y lagunas del sur bonaerense). Una gran variedad de insectos habitan en el arroyo, tanto en sus estadios larvales o ninfales como adultos, incluyendo Dípteros, Coleópteros, Odonatos (libélulas y caballitos del diablo) y Hemípteros. Entre estos últimos se cuenta la chinche de agua Belostoma elegans.